# Eleccions generals quebequeses de 2008
Les eleccions generals quebequeses de 2008 es van celebrar el 8 de desembre. Això va succeir un mes i quatre dies després que el primer ministre, Jean Charest, dissolgués l'assemblea nacional.
L'avançament sobtat de les eleccions (dutes a terme al cap de només vint mesos des de la contesa anterior) fou ocasionat arran de la inestabilitat parlamentària, atès que el Partit Liberal no gaudia de majoria absoluta, amb només 48 diputats (quan la majoria absoluta són 63 escons).

## Convocatòria d'eleccions
La impossibilitat d'arribar a acords amb els partits de l'oposició (l'ADQ tenia 39 escons i el PQ, 36), amb més escons que el govern, minoritari, va empènyer el primer ministre quebequès, Jean Charest, a avançar les eleccions (previstes, a tot tardar, per al març de 2012) al 8 de desembre de 2008.
La campanya va durar 33 dies, i el cost de tots els partits polítics en la publicitat va ascendir fins als 83 milions de dòlars.

## Sondeigs
- Vermell: Partit Liberal del Quebec
- Blau: Partit Quebequès
- Gris: Acció Democràtica del Quebec
- Verd: Partit verd del Quebec
- Taronja: Québec solidaire

## Resultats
El guanyador va ser el Partit Liberal del primer ministre Jean Charest, que va augmentar el nombre de diputats fins a arribar als 66. Al mateix temps, el Partit Quebequès va millorar els seus resultats fins a obtenir 51 diputats i esdevenir de nou oposició oficial. El gran derrotat d'aquestes eleccions va ser el partit Acció Democràtica del Quebec que va perdre el 80% dels seus escons, en passar de 39 a només 7 diputats.
La sorpresa la van donar els socialistes democràtics de Québec solidaire, que van obtenir representació parlamentària en aconseguir 1 diputat de la mà d'Amir Khadir.